# Hyusisapayl
Hyusisapayl (armenisch Հյուսիսափայլ, andere Schreibweise: Hüsüsapajl, armenisch für: ‚Nordlicht‘) war die erste armenischsprachige Zeitschrift in Russland. Die Kultur- und Literaturzeitschrift erschien monatlich von 1858 bis 1864 in Moskau. Ihr Herausgeber war der russisch-armenische Publizist, Historiker und Schriftsteller Stepan Issajewitsch Nasarjan. Die Zeitschrift erlangte eine große Bedeutung für die Erneuerung der armenischen Literatur. Es gab Erstveröffentlichungen von Volksdichtung, patriotischer Lyrik sowie kritisch-realistischen Theaterstücken und Romanen. Der wichtigste Mitarbeiter Basarjans war Mikael Nalbandjan, der sowohl eigene literarische Werke als auch literaturkritische Arbeiten beisteuerte. Weitere Autoren der Zeitschrift waren Ghazaros Aghayan und Smbat Shahaziz.